# Michael Pius Erdl
Michael Pius Erdl (* 5. Mai 1815 in Bodenmais; † 25. Februar 1848 München) war ein deutscher Anatom und Physiologe.
Erdl studierte in München. 1836–37 begleitete er Gotthilf Heinrich Schubert auf dessen Orient-Reise und entdeckte durch seine Barometermessungen, dass das Tote Meer tief unter dem Niveau des Mittelmeers liegt.
1840 habilitierte er sich in München als Privatdozent für Physiologie, Embryologie und vergleichende Anatomie und wurde 1844 ordentlicher Professor. Er arbeitete unter anderem über die Entwicklung des Hummereies, über das Skelett des Gymnarchus niloticus.

## Grabstätte

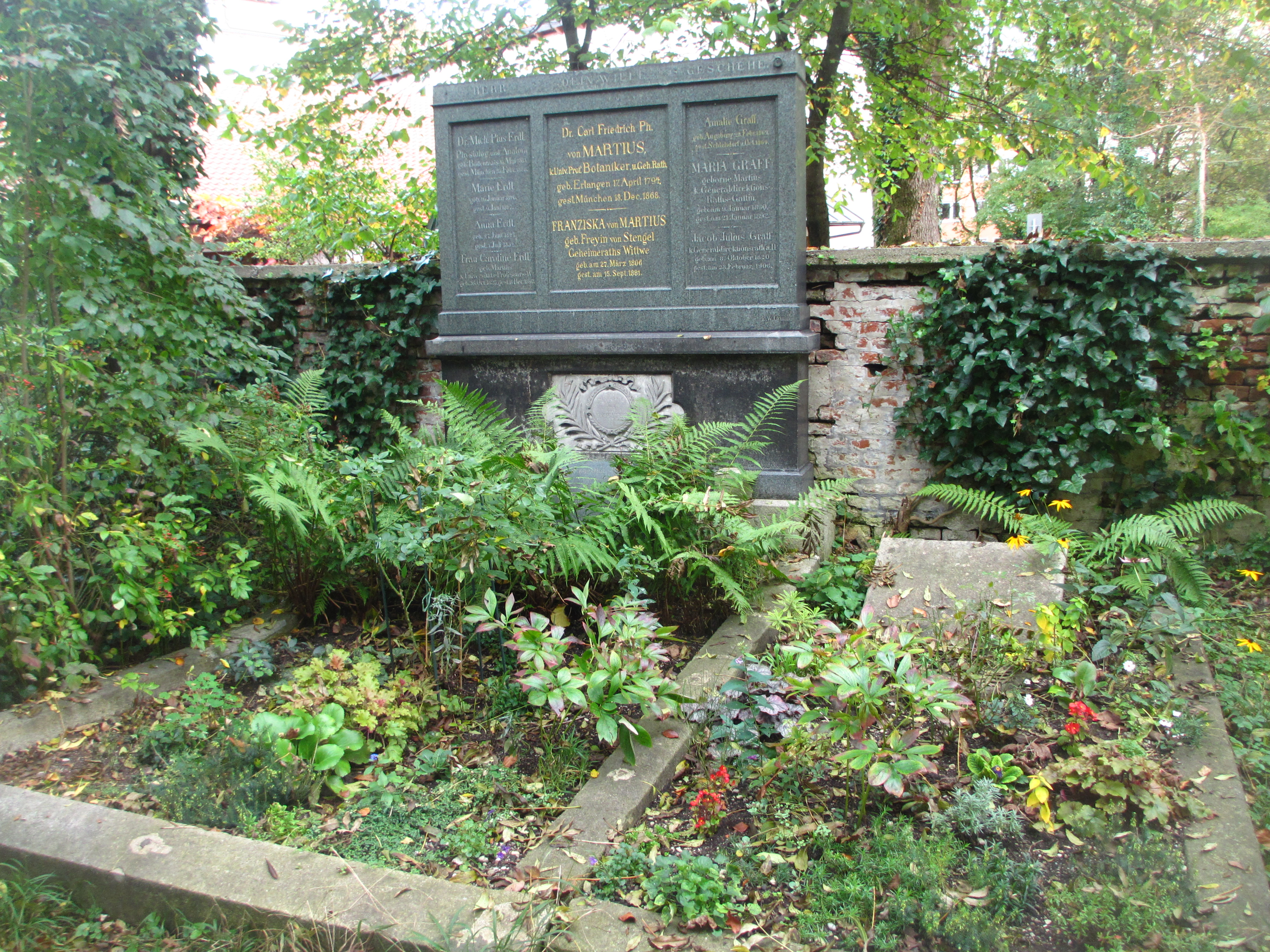
Grab von Michael Erdl auf dem Alten Südlichen Friedhof in München

Die Grabstätte von Michael Erdl befindet sich auf dem Alten Südlichen Friedhof in München (Mauer Links Platz 312 bei Gräberfeld 15) Standort. In diesem Grab liegt auch der bekannte Botaniker und Brasilienforscher Carl Friedrich Philipp von Martius.

## Ehrungen
1845 wurde er zum Mitglied der Deutschen Akademie der Naturforscher Leopoldina gewählt. Seit 1834 war er außerordentliches Mitglied der Bayerischen Akademie der Wissenschaften.

## Veröffentlichungen
- De oculo München 1839.
- De piscium glandula chloroideali 1839.
- De helicis algicae vasis sanguiferis 1840.
- Ueber den Bau der Zähne bei den Wirbelthieren.
- Ueber den innern Bau der Haare.
- Ueber den Kreislauf der Infusorien.
- Ueber die Fangarme der Polypen.
- Tafeln zur vergleichenden Anatomie des Schädels 1841.
- Über die Entwickelung des Hummereies München, 1843.
- Neubearbeitung von Johann Heinrich Oesterreichers Anatomischen Atlas. 18 Hefte, Erlangen 1843–45.
- Leitfaden zur Kenntniß des Baues des menschl. Leibes 2 Theile, München 1843–45.
- Die Entwicklung des Menschen und des Hühnchens im Eie Heft 1 und 2, München 1845–46.
- Ueber den Gymnarchus niloiicus  Bulletin d. Königl. Bayerischen Akademie d. Wissensch. München, Nr. 69 (10. Oct. 1846) und Nr. 13 (13. April 1847).
- Ueber eine neue Form elektrischen Apparates bei Gymnarchus niloticus Münchener Gelehrt. Anz., 1847, Bd. XXIV.